# 法隆寺金堂薬師如来像光背銘

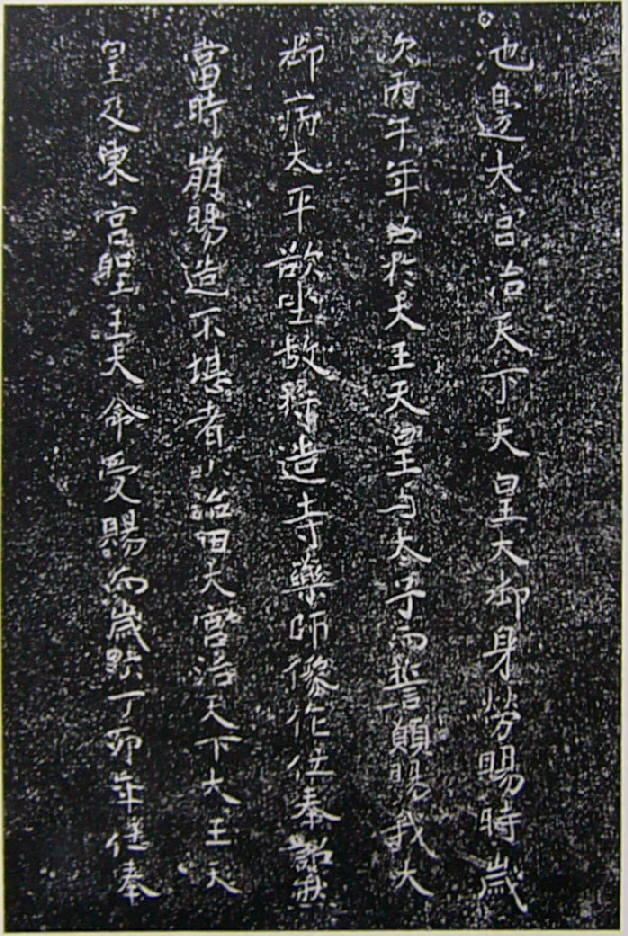
法隆寺金堂薬師如来像光背銘（拓本）

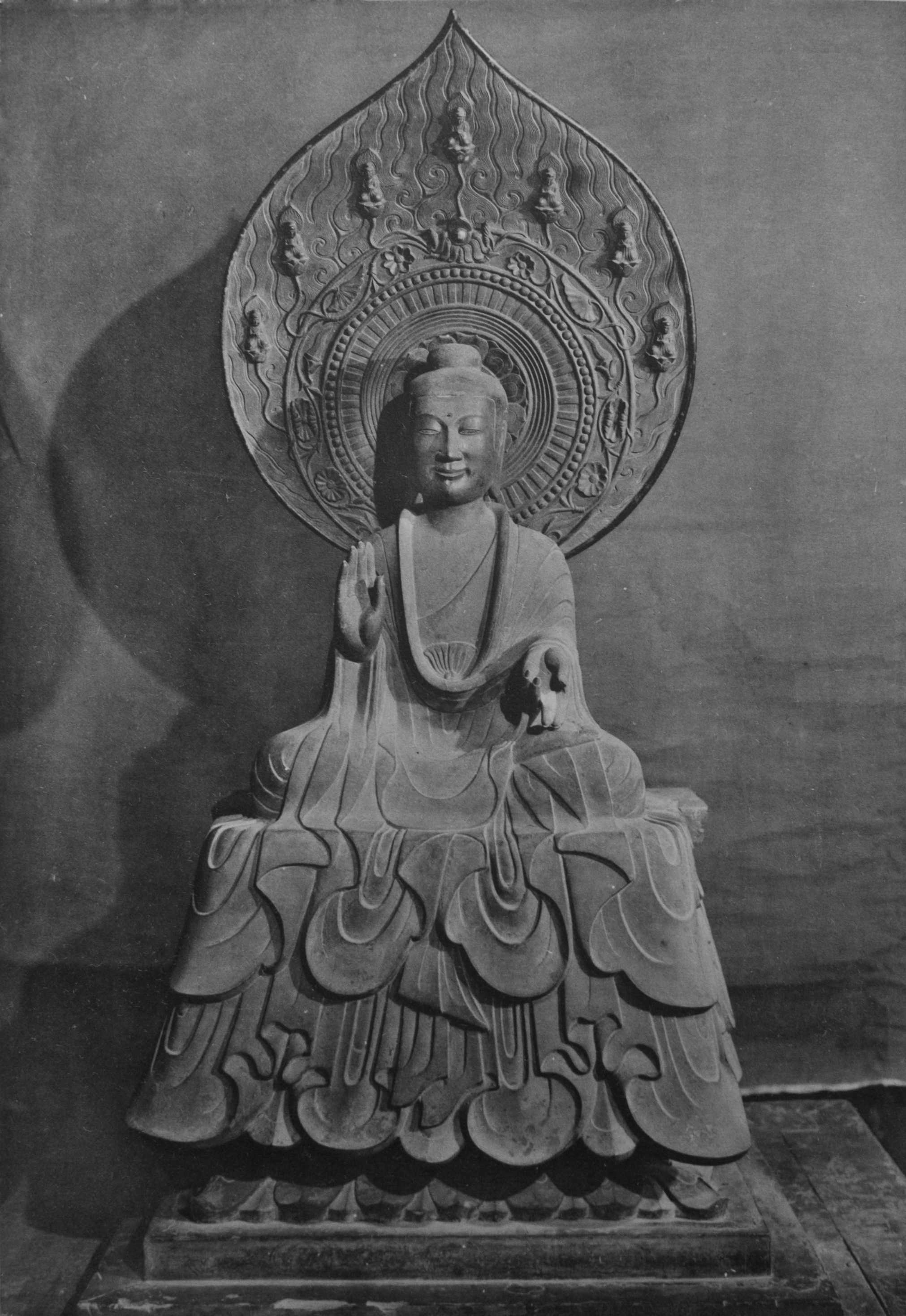
薬師如来像

法隆寺金堂薬師如来像光背銘（ほうりゅうじ こんどう やくしにょらいぞう こうはいめい）は、奈良県生駒郡斑鳩町の法隆寺金堂に安置される薬師如来像の光背裏面に刻された銘文である。
題号の「金堂薬師如来像」を薬師如来・薬師仏・薬師像・薬師などとも称し、銘文の内容が造像の由来であることから「光背銘」を造像銘・造像記とも称す。ゆえに法隆寺薬師造像銘などと称す文献も少なくない。

## 概要
法隆寺金堂に安置される薬師如来像の光背の裏面に刻された90文字の銘文である。法隆寺には貴重な書の遺物が豊富に存在するが、本銘文は年紀を有する金石文として法隆寺金堂釈迦三尊像光背銘とともに特に著名である。本銘文には法隆寺の創建と薬師如来像の造像の由来が記され、推古天皇15年（607年）の年紀を有することから、法隆寺の創建事情にかかわる基本的な資料の1つとなっている。ただし、像の制作年代および銘文の記された年代を文字どおり推古天皇15年（607年）とみなすことは福山敏男の研究以来、否定されており、実際の制作年代は法隆寺金堂「中の間」本尊の釈迦三尊像（推古天皇31年 = 623年）より遅れるものとみなされている（#造像・刻字の年代を参照）。
本銘文の文体は、釈迦三尊像光背銘文の四六駢儷文とはかなり異なり、漢文の日本語化が進んでいる（#文体を参照）。従来、推古朝（在位・593年 - 628年）の当初からこのような日本語化の進んだ文章が存在していたとされてきたが、現在では否定されている。ただし、他の遺文から推古朝には日本語文が発生していたことは確かである。
 金堂薬師如来像
法隆寺金堂内陣の「東の間」に安置されている薬師如来像（国宝、指定名称は銅造薬師如来坐像（金堂安置））は、像高63.0cmの金銅製の坐像である。なお、本像の両脇侍とされる銅造の菩薩立像2体（重要文化財）が法隆寺の大宝蔵院にあるが、作風からみて、薬師像と本来の一具ではない。
 金銅像
金銅像（こんどうぞう）とは、銅で造られた像の表面に鍍金（金めっき）を施したものをいう。

## 内容
本銘文は縦29.7cm余、横13.2cm余の範囲に、90字が5行で陰刻されている。1行目から順に、16字・19字・18字・19字・18字ある。

### 釈文

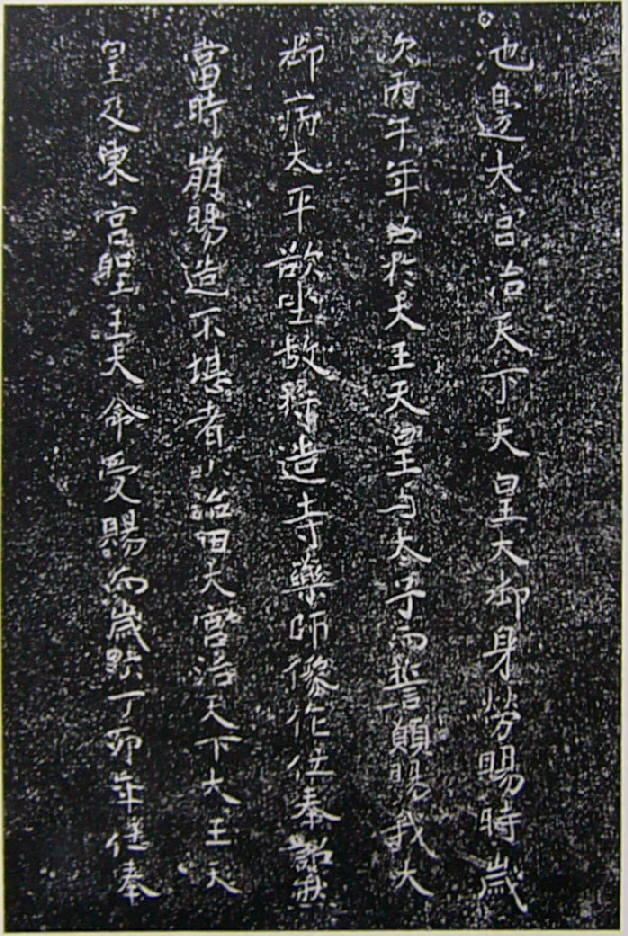
法隆寺金堂薬師如来像光背銘

#### 要約
文面は、「用明天皇が病気の時（用明天皇元年（586年））、平癒を念じて寺（法隆寺）と薬師像を作ることを誓われたが、果たされずに崩じた。のち推古天皇と聖徳太子が遺詔を奉じ、推古天皇15年（607年）に建立した。」という趣旨の内容である。

### 文体
本銘文はすべて漢字で記されているが、全体として漢文と日本語の文法が混然としており、国文の一体といえる。このような仮名がまだ生まれていない段階の日本語文を亀井孝は「漢字文」、吉澤義則は「記録体」と呼んでいる。『古事記』がそれにあたる著名なものであるが、それよりも古い本銘文にもすでに漢文の文法から脱して日本語化しようとする意図が窺える。例えば、「造寺」（動詞＋目的語）は漢文式であるが、「薬師像作」（目的語＋動詞）は日本語式になっている。また、「大御（おほみ）身」、「勞賜（たまふ）」、「仕奉（まつる）」のような日本語語順による敬語表記を交えている。

### 書体・書風
本銘文の筆者・刻者は不明である。書体は痩せた楷書体で、古意もあって風韻が高く、刀法もあざやかで筆触のような味がある。また文字は角張っており、「天」や「大」の字が左に傾く特徴があることから、初唐の頃の書風（隋唐書風）といわれている。
飛鳥時代の書風は、当時、百済で流行していた六朝書風（南朝）に始まり、やがて遣隋使・遣唐使の派遣により直接中国大陸の書が流入し、隋唐書風へと変化していく。その飛鳥時代の書風の変化の好例として引用されるものに、『法華義疏』（六朝・南朝書風）と『金剛場陀羅尼経』（初唐の欧陽詢風）があるが、『法華義疏』が615年頃の筆跡であるのに対し、『金剛場陀羅尼経』は朱鳥元年（686年）の年紀を有する筆跡である。ゆえに本銘文も7世紀後半の筆跡の刻字と推定されている。
 六朝書風
六朝書風とは、中国・六朝時代の書風のことであるが、書道史でいう六朝時代とは、晋から南北朝時代までを指す。六朝時代の書風は、北朝（北魏など）と南朝（晋など）でかなり異なり、北朝は石碑や墓誌に書かれたものが多く、力強い峻険な楷書が中心、南朝では建碑が禁止されていたため法帖が多く、行書や草書が中心である（中国の書道史#北碑南帖を参照）。日本ではまず南朝系が盛行し、ついで北朝系が伝入した（法隆寺金堂釈迦三尊像光背銘#仏像様式と書法文化の源流を参照）。
 隋唐書風
隋唐書風とは、隋の墓誌や初唐の石碑に見られる書風のこと。主に楷書に対するもので、洗練さと謹直な筆勢が特徴である。六朝時代に南北で著しく趣を異にしていた書風は、隋代になると統一化と洗練化が進み、新たな楷書体へとその書風を進化させていった。やがてその鋭利で澄み切った書法は、初唐の欧陽詢らによって大きく開花されたのである（中国の書道史#初唐を参照）。

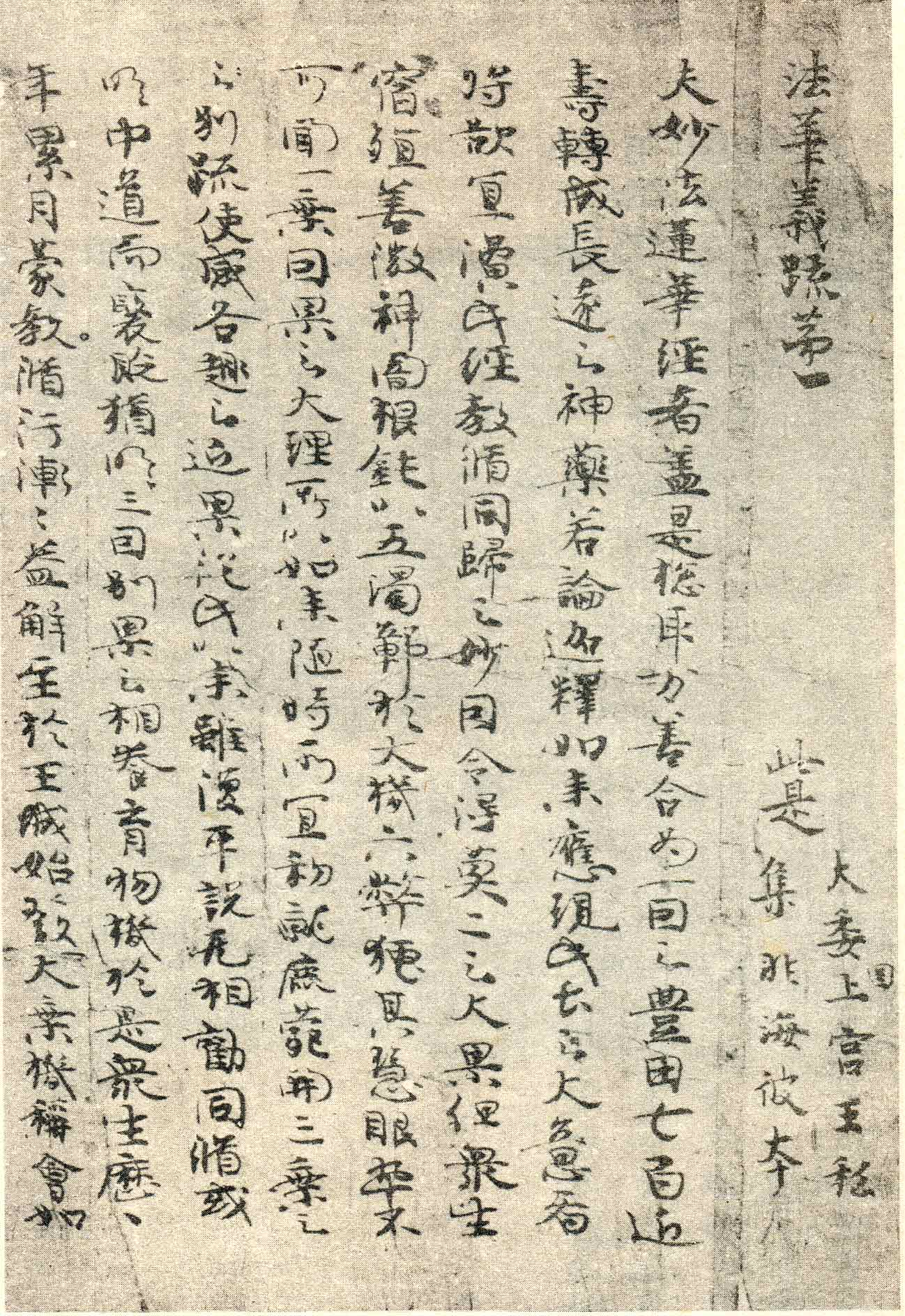
六朝書風（南朝書法、『法華義疏』、伝聖徳太子筆）
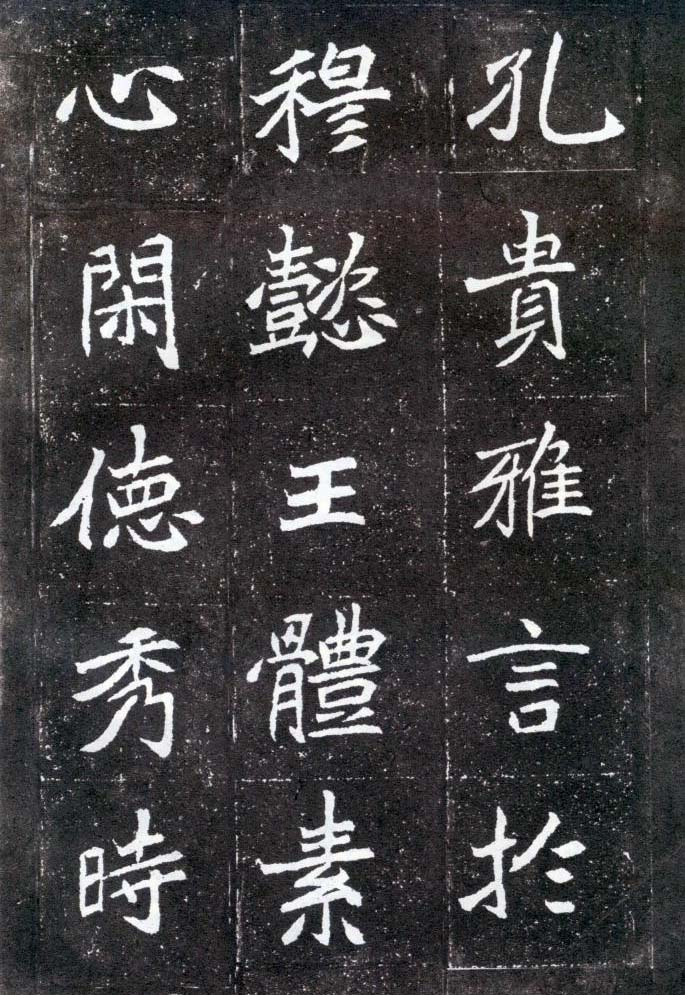
六朝書風（北魏書法、『元懐墓誌』）
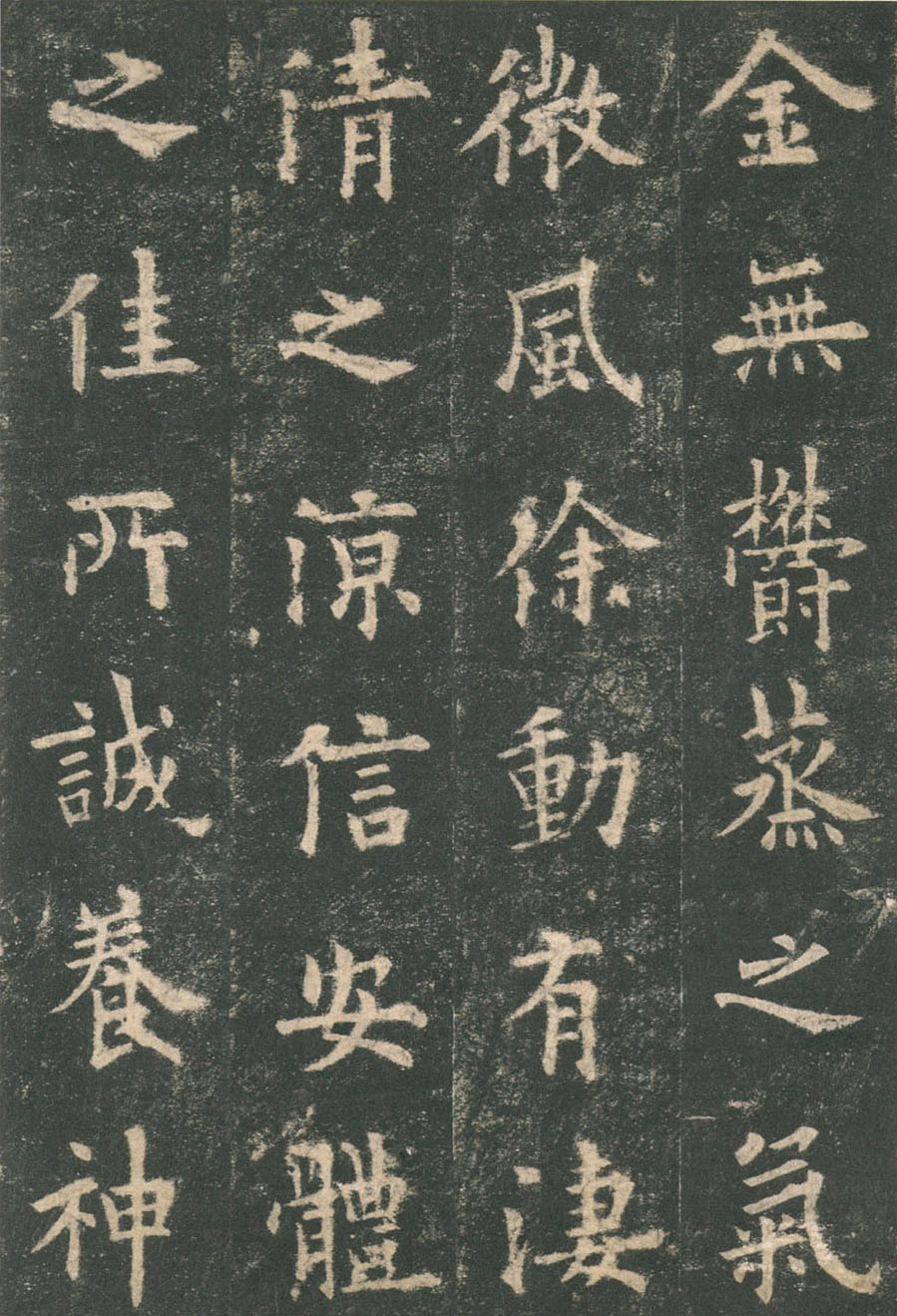
初唐の書風（『九成宮醴泉銘』、欧陽詢筆）
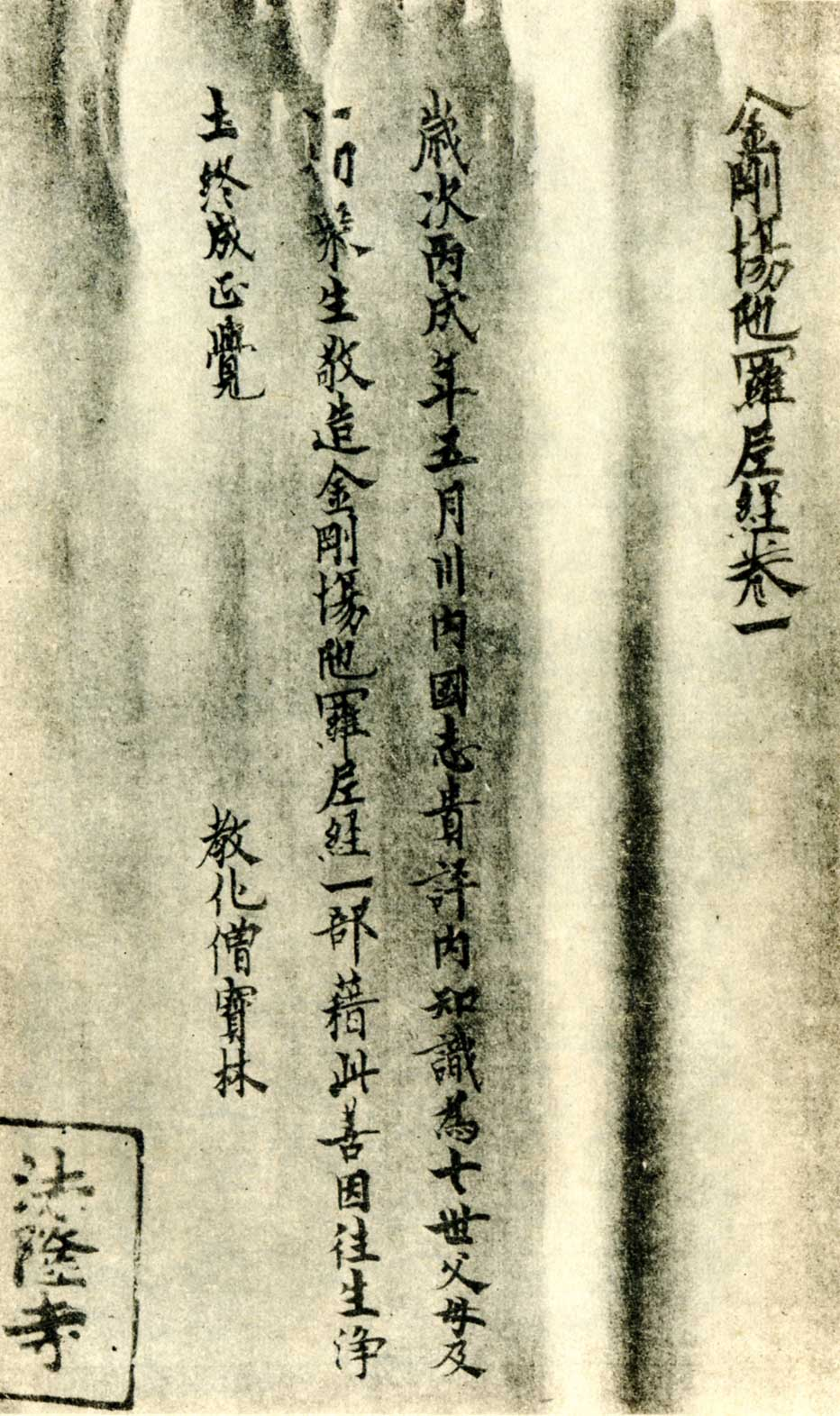
初唐の書風（『金剛場陀羅尼経』）

## 造像・刻字の年代
1935年、福山敏男は論文「法隆寺の金石文に関する二、三の問題」（『夢殿』13号）において、本銘文中にある薬師如来像の造像・刻字の年代・607年を否定しているが、その根拠の一つに銘文中の「天皇」の語を挙げ、「推古朝（在位・593年 - 628年）にはない事でそれ以後のものらしく、」と指摘している。推古朝には本銘文の他、天寿国繡帳の銘文など天皇号史料が多く存在するが、西野誠一はその福山の説に次のように賛同している。「推古朝には多数の天皇号史料の遺例があるが、次の舒明朝より斉明朝に至る40年近くの間、その史料が全くなく、続く天智朝以降はまた存在している。舒明朝から斉明朝の間のみ天皇号史料が断絶するという不自然なその事実は、推古朝においてそもそも天皇号が存在しなかったことを暗示している。（趣意）」（#天皇号の成立年代を参照）。
また、福山は同論文において、「薬師信仰は天武朝（在位・673年 - 686年）に入ってから日本にもたらされたと考えられることから、薬師如来像及び光背銘の年代は、推古朝をはるかに降り、天武朝以降のものと考えられる。」と述べている。これについて上原和は、「607年当時、薬師信仰がそれほど盛んではなかった。薬師寺創建（680年）のころが薬師信仰の盛んなときである。（趣意）」と述べ、福山の説を支持している。
その後、福山は薬師如来像の彫刻様式や本銘文の書風などの側面から否定説を補強している。彫刻様式について上原和は、「薬師如来像の顔立ちが金堂釈迦三尊像の細面に比べるとかなりふくよかである。飛鳥仏の特徴は「痩」、白鳳仏の特徴は「肥」であることから、現存の薬師如来像は白鳳文化の様式のものである。（趣意）」と述べている。銘文の書風について魚住和晃は、「これらの書法にはすでに隋唐書法の影響が見られ、実際の作製年代は7世紀の末期までに下げられよう。」と述べている（#書体・書風を参照）。
1979年、奈良国立文化財研究所（現・奈良文化財研究所）は『飛鳥・白鳳の在銘金銅仏』を刊行し、その中で、「薬師如来像は金銅製であるが、その金鍍金が刻字の内に及んでいないことから、鋳造と刻字は同時ではなく、鍍金後の刻字であることが判別された。（趣意）」と発表した。これを受けて沖森卓也は、「（本銘文は）推古朝の製作とは判断できないものであることが明らかになった。」と述べている。
以上のことから、薬師如来像の造像・刻字の年代は7世紀後半、つまり法隆寺の再建時に新たに造像され、その後、追刻されたとの説が有力である。また、大山誠一は本銘文の成立時期を、上限が持統朝、下限は天平19年（747年）としている（1996年）。上限の根拠は持統朝が初めて天皇号を採用したこと、下限は『法隆寺伽藍縁起并流記資財帳』（747年成立）に薬師如来像の記録があることによる。

### 天皇号の成立年代
天皇号の成立年代について大山誠一は、「天皇号における今日（1996年）の通説的理解は、1967年の渡辺茂の説で、日本における天皇号は、持統朝（在位・690年 - 697年）が天武朝（在位・673年 - 686年）に対して使用したのが最初であり、それは、上元元年（674年）に唐の高宗が使用した天皇の称号が伝わったものである。（趣意）」と述べている。
東野治之はこの渡辺の説に大筋で賛意した上で、いくつかの補強をし、「飛鳥浄御原令において「大王」に対応する「大后」が「皇后」と改められたのであるから、天皇号もこの時期に正式に成立したと考えられる。」と述べ、さらに、「天皇号は、あるいは浄御原令の編纂が始まり、その大綱もほぼ定まったと考えられる天武末年には使用されていたと考えてよいかも知れない。」と述べている（飛鳥浄御原令の編纂は、天武天皇10年（681年）2月から始まり、持統朝において施行された）。
以上のように、天皇号の成立年代は渡辺と東野の学説以後、ほぼ天武朝ないし持統朝とみるのが定説となっていた。が、1998年3月、飛鳥池遺跡（奈良県明日香村）より「天皇」と記された木簡（以降、天皇号木簡と称す）が出土し、注目を浴びた。この天皇号木簡に年紀はないが、300点近くの伴出木簡の中に、「庚午」（天智天皇9年（670年））・「丙子」（天武天皇5年（676年））・「丁丑」（天武天皇6年（677年））の年紀を有するものが存在する。これについて西野誠一は、「天皇号木簡も天智朝（在位・668年 - 672年）末から天武朝初頭頃のものである可能性が高いのではあるまいか。この発見によって、天皇号成立をめぐる研究がさらに深化するものと思われる。」と述べている。
そして西野は、その天皇号木簡に基づき、「天皇号は唐から伝わった」とする渡辺の説を否定している。その論法は、「天皇号木簡を伴出木簡の中で一番後の677年のものと同時期と考えた場合、唐における天皇の使用開始が674年であることと、この時期は遣唐使の派遣がないことから、この短い年月で天皇号が唐より輸入された、あるいはその影響のもとに採用されたと考えるのは、問題の重大さを考える時、いささか無理があるのではなかろうか。（趣意）」とし、さらに、「中国において「天皇」に対応する后妃の号は「天后」であるが、「天皇」とあわせて成立した日本の后妃の号が「皇后」であることは、「天皇」が日本における独自の君主号として成立したことを示唆していよう。（趣意）」としている。